# Place de l'anglais dans le domaine de l'informatique

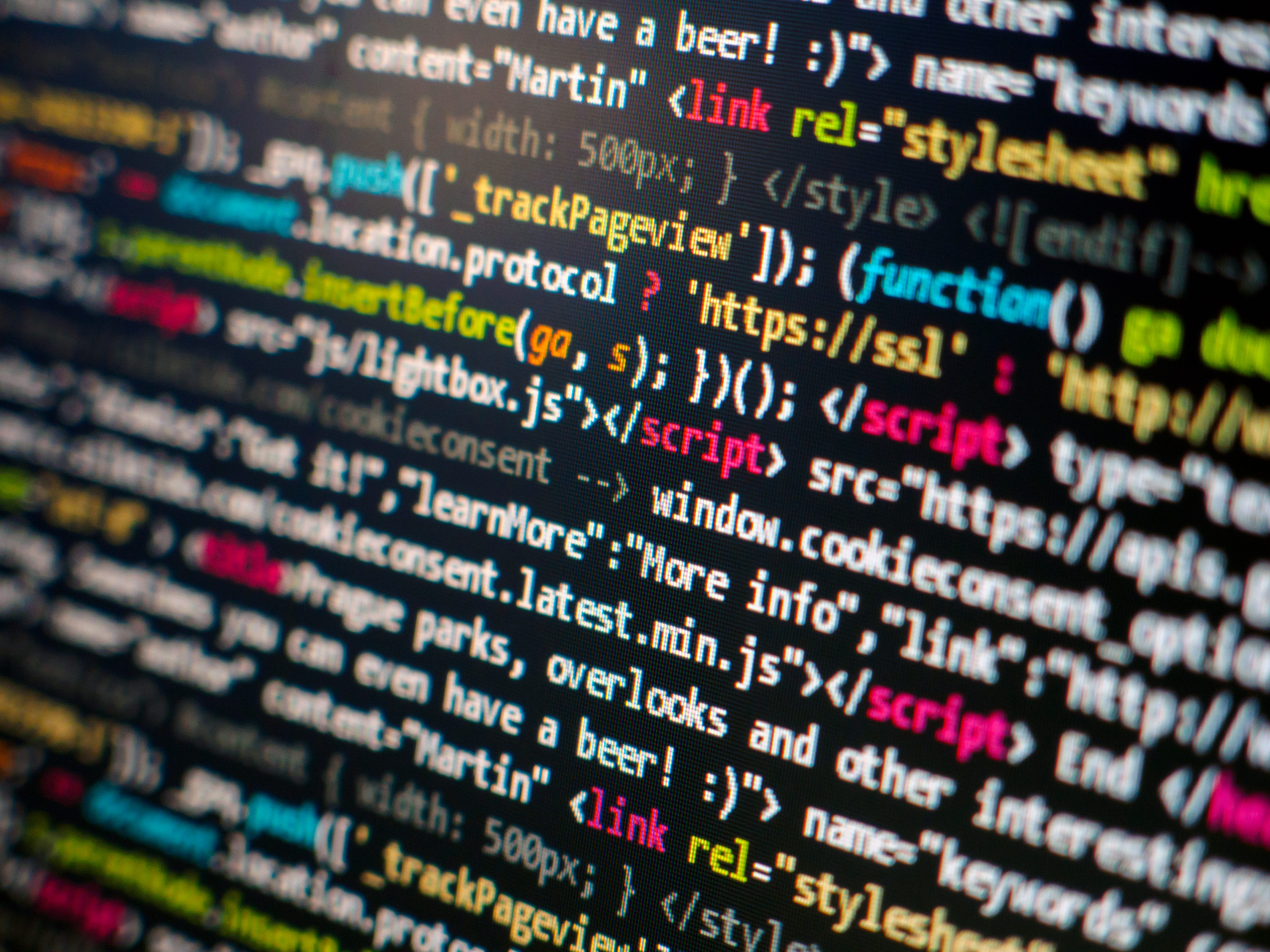
code écrit majoritairement en anglais.

L’anglais dans le domaine de l’informatique est parfois décrit comme la langue véhiculaire. Là où les autres sciences empruntent beaucoup de leur vocabulaire du latin et du grec, l’informatique préfère emprunter des termes à l’anglais. En raison des limites techniques des premiers ordinateurs et de l’absence de standards internationaux pour Internet, les premiers utilisateurs étaient cantonnés à l’utilisation de l’anglais et l’alphabet latin de base. Aujourd’hui ce problème est moins fréquent, la plupart des logiciels étant internationalisés dans plusieurs langues et tous les problèmes d’alphabets non latins sont résolus grâce à l’encodage des caractères en Unicode. Certaines restrictions n’ont été modifiées que récemment, telles que les noms de domaine qui ne pouvait supporter que les caractères (ASCII).

## Influence des autres langues
Dans les autres langues, la terminologie informatique emprunte beaucoup à l’anglais. Certaines communautés refusent cependant de suivre cette tendance tandis que d’autres préfèrent utiliser l’anglais de manière directe et massive. Voici quelques exemples de ces emprunts et les différences.

### Allemand
En allemand, les mots anglais sont très communs dans le langage informatique. En voici quelques exemples :
- nom : Computer, Website, Software, E-Mail, Blog
- verbe : downloaden, booten, crashen

### Bulgare
L’anglais et le russe ont tous deux une influence sur le vocabulaire informatique bulgare. Cependant, dans plusieurs cas, les emprunts terminologiques sont traduits et non transcrits phonétiquement. La combinaison avec l’alphabet cyrillique rend l’identification des emprunts terminologiques bien plus difficiles. Par exemple, le mot bulgare pour carte mère est « дънна платка » (IPA /danna platka/ ou littéralement « fond fixe »).
- компютър (kompioutăr), emprunt de l'anglais computer (ordinateur) ;
- твърд диск (tvărd disk), calque de l'anglais hard disc (disque dur) ;
- дискета (disketa), correspondant au français « disquette » (floppy disk en anglais) ;
- уеб сайт (oueb saït), emprunt de l'anglais web site (site web) ; mais aussi интернет страница (internet stranitsa), « page Internet ».

### Espagnol
L’anglais a eu une importante influence sur l’industrie des logiciels et en Amérique latine. Cependant, les termes utilisés sur Internet contiennent beaucoup d’emprunts provenant du lexique castillan.
mots non intraduisibles[pas clair] et leurs équivalents en espagnol
- email : correo electrónico
- mouse (seulement en Amérique latine) : ratón (principalement en Espagne) - souris
- messenger : mensajero – messagerie instantanée
- webcam : cámara web – caméra web
- website : página web, sitio web – Page web/site web
- blog : bitácora, 'blog'

Non traduit
- web
- flog

Termes non officiels
En espagnol, beaucoup de termes informatiques partagent une racine commune avec leur équivalent anglais. Ces termes sont donc compréhensibles dans les deux langues même si les équivalents espagnols sont préférés pour des usages formels.
- link - enlace or vínculo (lien)
- net - red (réseau)

### Féroïen
Le féroïen a un vocabulaire scientifique limité, ‘’basé sur le langage lui-même‘’. Beaucoup des mots scientifiques féroïens sont des emprunts et/ou des versions modifiées d’équivalents de l’anglais ou de langues nordiques. Le vocabulaire est en évolution constante, par conséquent, les nouveaux mots disparaissent souvent ; peu d’entre eux subsistent et sont employés couramment. Voici quelques exemples de mots qui ont réussi à rentrer dans le vocabulaire : « telda » (ordinateur), « kurla » (arobase), « ambætari » (serveur).

### Français
En français, les emprunts à la langue anglaise sont fréquents, cependant, des efforts significatifs sont réalisés pour éviter de les utiliser. L’Académie française s’occupe de la standardisation de la langue et introduit régulièrement de nouveaux termes technologiques. Certains de ces termes sont acceptés en théorie mais les emprunts à l’anglais restent prédominants. Au Québec, l’Office québécois de la langue française couvre les mêmes fonctions que l’Académie française.
- email/mail (en Europe) : courriel (principalement employé au Québec, mais qui devient de plus en plus commun dans la langue française) ; couramment mél; plus formellement « courrier électronique »
- pourriel - Spam
- hameçonnage, phishing - Phishing
- télécharger - to download
- site web - web site
- lien - hyperlien
- base de données - Database
- caméra web - Webcam
- amorcer, démarrer, booter - to boot
- redémarrer, rebooter - to reboot
- arrêter, éteindre- to shutdown
- amorçable, bootable - Bootable
- surfréquençage, surcadençage - Overclocking
Watercooling :refroidissement à l'eau

### Islandais
L’islandais possède son propre vocabulaire scientifique mais les emprunts de termes anglais existent tout de même. Les mots anglais ou islandisés sont principalement utilisés dans le langage courant, alors que les mots islandais sont parfois trop longs et peu répandus.

### Polonais
Certains mots polonais sont dérivés de l’anglais.
- dżojstik, transcription de l'anglais joystick[2].

## Codage des caractères
Les premiers logiciels et ordinateurs n’étaient pas assez puissants pour supporter des alphabets autres que l’alphabet latin. Il était donc difficile, voire impossible de représenter des langages avec d’ autres alphabets. L’ encodage en caractères ASCII (American Standard Code for Information Interchange), créé dans les années 1960, pouvait supporter seulement 128 caractères. Grâce à des logiciels supplémentaires, il était possible de lire certains langages, par exemple toutes les langues utilisant l’alphabet cyrillique. Cependant, les langues complexes comme le chinois ou le japonais requièrent plus que la limite de 256 caractères imposé par l’encodage 8 bits. Certains ordinateurs créés sous l’Union des républiques socialistes soviétiques comprenaient automatiquement le support nécessaire pour lire l’alphabet cyrillique.
L’adoption massive de l’Unicode et de l’UTF-8 sur Internet, a permis de résoudre la plupart de ces anciennes limitations. L’ASCII reste de facto la norme pour les interfaces de commande, les langages de programmation et les protocoles texte.
- Mojibake – Texte considéré comme « illisible » lorsque le logiciel cesse de fonctionner à cause de problèmes d’encodage.

## Langage de programmation
La syntaxe de la plupart des langages de programmation utilise des mots clés anglais, ce qui peut demander quelques notions de la langue afin de bien comprendre leur emploi. Cependant, il est important de savoir que tous les langages de programmation font partie de la classe des langages formels. Ils sont très différents des autres langages communs, l’anglais compris.
Voici quelques exemples de langages de programmation non-anglais :
- Bien que le langage de programmation Ruby utilise des mots clés anglais, il est possible de nommer des variables et d’autres éléments de code avec des caractères japonais.
- Arabe : ARLOGO (ar), قلب
- Bengali : BangaBhasha
- Chinois : BASIC chinois
- Néerlandais : Superlogo (pt)
- Français : LSE, WinDev, Pascal (bien que la version anglaise soit plus répandue)
- Hébreu : Hebrew Programming Language
- Islandais : Fjölnir
- Inde : Hindawi Programming System
- Russe : Glagol
- Espagnol : Lexico

## Protocole de communication
Beaucoup de protocoles d’application (particulièrement ceux qui dépendent de l’efficacité de la standardisation) utilisent des chaînes de texte pour les requêtes et les paramètres, plutôt que les valeurs binaires plus communs dans les protocoles des couches inférieures. Les chaînes de texte se basent sur l’anglais bien que certaines soient des abréviations ou des acronymes d’expressions anglaises ce qui rend le langage illisible pour toutes personnes étrangères au protocole même s’ils parlent couramment la langue. Cependant, utiliser des mots comme chaînes est un mécanisme mnémonique pratique qui permet à une personne qualifiée, avec une bonne connaissance de l’anglais, d’exécuter le protocole manuellement à partir d’un clavier principalement pour retrouver un problème avec le service.
Exemples :
- File Transfer Protocol(FTP) : USER, PASS (password), PASV (passive), PORT, RETR (retrieve), STOR (store), QUIT
- Simple Mail Transfer Protocol(SMTP) : HELO (hello), MAIL, RCPT (recipient), DATA, QUIT
- HyperText Transfer Protocol(HTTP) : GET, PUT, POST, HEAD (headers), DELETE, TRACE, OPTIONS

Il faut savoir que les réponses sont codées, c’est-à-dire que les chaînes renvoyées selon la demande du destinataire sont généralement sous forme générique. Par exemple, en HTTP (et aussi avec d’autres protocoles) :
- 200 OK requête traitée avec succès
- 301 Moved Permanently (document déplacé de façon permanente) Pour rediriger la requête vers une nouvelle adresse
- 404 Not Found (ressource non trouvée) la page demandée n’existe pas

Les réponses codées doivent communiquer des informations ambigües qui peuvent aussi avoir des nuances variées qui peuvent être plus ou moins utiles pour l’exécution des actions. Communiquer tous ces « sous codes » avec des mots de l’alphabet latin serait compliqué et annulerait tous les avantages des abréviations anglaises. Puis ce que les réponses sont généralement générées par des logiciels, ils n’ont donc pas besoin d’être mnémonique. Les codes numériques sont aussi facilement analysés et catégorisés lorsqu’ils sont exploités par des logiciels plutôt que par des humains qui testent le protocole en faisant des saisies manuelles.

## Localisation

### BIOS
Beaucoup de PC sont munis de puce BIOS (Basic Input Output System), qui permettent d’afficher des textes en anglais pendant le démarrage de l’ordinateur. Le BIOS ne pouvant deviner à l'avance quelle langue devrait être utilisée (sans configuration préalable spécifique au BIOS de chaque machine) la plupart des vendeurs n'ont ni les ressources ni la motivation de modifier ces paramètres.

### Raccourcis clavier
Les raccourcis clavier sont généralement définis par des mots clés anglais tels que CTRL+F pour chercher des fichiers (find). Voir le tableau des raccourcis clavier.

## Anglais et World Wide Web
L’anglais est la langue la plus utilisée du Web (World Wide Web), avec 27 % d’internautes.

### Anglophones
Les pourcentages des internautes sont généralement réalisés à partir de la langue utilisée par les premiers utilisateurs. Prendre en compte la deuxième langue et les langues étrangères parlés par les internautes est tout aussi important car la langue maternelle d’une personne lambda n’est pas forcément celle qu’il ou elle utilise sur Internet.

#### Natifs
Il y a énormément d’internautes de langue maternelle anglaise, environ 1/3 de tous les utilisateurs soit près de un milliard. Ce phénomène représente l’influence des pays anglophones et à quel point Internet détient une part importante dans la vie des habitants. La forte augmentation des utilisateurs chinois diminue l’influence anglaise.
Les langues principalement utilisées par les internautes venant d’autres pays riches changent très peu : l’allemand et le japonais représentent respectivement 5 % et 10 % de la part globale des utilisateurs d’Internet.

### Contenu du Web
80 % du contenu du web est en anglais. D’autres sources indiquent que le pourcentage est moins élevé il serait de 50 %,
,
. Deux facteurs expliquent ces pourcentages :
Le contenu du web en anglais est plus important que le nombre d’internautes de langue maternelle anglaise[réf. nécessaire]
Étant donné la forte influence de l’anglais sur le monde du web et dans d’autres sphères, il est probable que la langue continue sa domination même si le nombre d’internautes de langue maternelle anglaise a tendance à diminuer. Ceci est un phénomène classique de rétroaction, c’est-à-dire que les nouveaux utilisateurs apprennent l’anglais afin de pouvoir l’utiliser en ligne. Cela renforce l’importance de la langue et force les nouveaux internautes à l’apprendre
Certains autres facteurs ont aussi propulsé l’anglais en tant que la langue phare du web. La première est due à la forte influence des chercheurs et professionnels qui font des publications en ligne en anglais afin d’assurer leurs diffusions. D’après la plus grande base de données qui regroupe les informations bibliographiques du monde médical, cela fait 40 ans que l’anglais est la langue favorite dans le milieu et cela ne cesse d’augmenter.
Les non-anglophones publient aussi en anglais. La langue offre un vocabulaire technique riche[réf. nécessaire] (principalement car c’est une manière rapide pour communiquer les idées techniques) et de nombreux professionnels des nouvelles technologies et les techniciens emploient l’anglais quel que soit leur pays d’origine (par exemple : Linus Torvalds, un ingénieur finlandais, écrit ses codes en anglais bien que sa langue maternelle soit le suédois).